# شریف سی
شریف مؤمنه سی (۱۷ مهٔ ۱۹۶۰) سیاستمدار و روزنامه‌نگار بورکینایی  زادهٔ موریتانی است. او از ۲۷ نوامبر ۲۰۱۴ تا پایان نوامبر ۲۰۱۵ رئیس شورای ملی انتقالی بود. همچنین مدیر مسئول روزنامه بندره و رئیس انجمن ناشران مطبوعات خصوصی (SEP) بوده است.

## زندگی

### حرفهٔ روزنامه‌نگاری
شریف سی فرزند ژنرال ارتش، بابا سی است که در انقلاب ۱۹۸۳ که توماس سانکارا را به قدرت رساند، شرکت داشت. پس از کشته شدن سانکارا در سال ۱۹۸۷، سیِ جوان به پاریس رفت و ریاست «کمیتۀ دفاع از انقلاب» را بر عهده گرفت. او از منتقدان رئیس‌جمهور بلز کمپائوره بود.  سی روزنامه‌نگاری حرفه‌ای بود و سردبیری روزنامهٔ «بِندره» (به فرانسوی: Bendre) را بر عهده داشت. در مارس ۲۰۱۳، او بار دیگر به‌عنوان رئیس انجمن سردبیران مطبوعات خصوصی انتخاب شد. 
سی نقش مهمی در تظاهرات مردمی داشت که در سال ۲۰۱۴ به سرنگونی بلیز کومپائوره انجامید. در نوامبر ۲۰۱۴، میشل کافاندو پس از آن‌که هیئتی متشکل از ۲۳ مقام، او را به ژوزفین اوئدرااوگو و سی ترجیح دادند، به‌عنوان رئیس‌جمهور موقت انتخاب شد. سی در ۲۷ نوامبر به ریاست شورای ملی انتقالی بورکینافاسو منصوب شد. او رقیب اصلی‌اش، ابراهیم کونه، را با اختلاف ۷۱ رأی در برابر ۱۴ شکست داد.   او در این سمت، پیشنهادهای متعددی ارائه داد، از جمله لغو مجازات اعدام، چرا که دوستش نوربرت زونگو به اعدام محکوم شده بود. سی همچنین بانی قانونی در زمینهٔ حق دسترسی به اطلاعات بود. با این حال، جنجالی‌ترین اقدام او اصلاح قانون انتخابات بود. 

### نقش در کودتا و پیامدها
او از ۱۷ تا ۲۳ سپتامبر ۲۰۱۵، در جریان کودتای سپتامبر ۲۰۱۵ بورکینافاسو که به رهبری ژیلبر دیندره انجام شد، رئیس‌جمهور مؤقت کشور بود. رئیس‌جمهور میشل کافاندو و نخست‌وزیر ایزاک زیدا در جریان این کودتا گروگان گرفته شدند. سی گفت: «کودتا غافلگیرکننده نبود. من از ابتدای دوران انتقال گفته بودم که اگر آن یگان (RSP) منحل نشود، این نیروها در جای دیگری مستقر خواهند شد و برای ما مشکل ایجاد خواهند کرد.» او به‌زودی بیانیه‌ای منتشر کرد مبنی بر اینکه گفت‌وگوهایی میان فرماندهی ارتش و «عناصر RSP» که مسئول کودتا بودند، در جریان است، و هشدار داد که کشور در معرض خطر است. سی از همان آغاز از منتقدان کودتا بود. او که به قاطعیت در رفتار شناخته می‌شد، با صراحت توافقی را که در چارچوب جامعه اقتصادی کشورهای غرب آفریقا (ECOWAS)از سوی میانجی‌گران آفریقایی، یعنی رئیس‌جمهور سنگال ماکی سال و رئیس‌جمهور بنین یایی بونی، پیشنهاد شده بود محکوم کرد؛ توافقی که به حامیان پیشین بلیز کومپائوره اجازه می‌داد در انتخابات شرکت کنند و برای عاملان کودتا عفو در نظر می‌گرفت.
از آن‌جا که سی، سومین مقام عالی‌رتبۀ کشور بود، خود را رئیس‌جمهور مؤقت اعلام کرد. او کارزاری در شبکه‌های اجتماعی برای برکناری رهبران کودتا به راه انداخت. بخش بزرگی از ارتش از این کارزار حمایت کرد، چرا که به دیندره و گارد ریاست‌جمهوری اعتماد نداشتند. در نهایت، دیندره اعتراف کرد که کودتا اشتباه بوده است. پس از اعلام برگزاری انتخابات در ماه نوامبر، سی تصمیم گرفت در انتخابات شرکت نکند و از صحنهٔ سیاست بورکینافاسو کناره‌گیری کرد. او به‌دلیل نقشش در پایان دادن به کودتا، جایزه‌ای در حوزهٔ روزنامه‌نگاری دریافت کرد.
در ۱۵ مارس ۲۰۱۶، او سخنرانی اصلی را در کنفرانسی در آکرا، غنا ایراد کرد که با عنوان «ترویج روزنامه‌نگاری حرفه‌ای برای حکمرانی خوب در غرب آفریقا» برگزار شد. او را «یک سانکاریست تمام‌عیار» توصیف کرده‌اند.